# Arquitecto (Matrix)
El Arquitecto es un personaje del ficticio mundo de Matrix. Él es uno de los programas más antiguos de la computadora Matrix, encargado de diseñarla y ponerla en ejecución. Es responsable de las seis versiones de ella y de su funcionamiento. Para lograrlo tiene a su disposición muchos programas de control, como al Agente Smith, y a otros que se han autoexiliado de ella. Su propósito principal es equilibrar Matrix. Es interpretado por Helmut Bakaitis. Curiosamente, iba a ser interpretado por Sean Connery, pero este rechazó el papel al no entender la historia.
Es representado como un hombre de edad madura, impecablemente vestido de blanco, que controla la Matrix desde una sala de control llena de monitores. Sin duda su personaje está basado en Vinton Cerf (considerado uno de los 'padres' de Internet)

## Apariciones
El Arquitecto no es mencionado hasta la segunda entrega The Matrix Reloaded, donde se explica que Neo debe confrontarlo para salvar a Zion de la destrucción por parte de las máquinas.
Gracias a la ayuda de varios personajes (Seraph, el Oráculo) Neo logra llegar hasta la Fuente. El Arquitecto le explica la razón de ser el Elegido y le expone que el hecho inevitable de que esté ante él es para acceder a La Fuente, elegir a 23 humanos que reconstruirán Zion tras su destrucción y "reiniciar" Matrix.
En la tercera entrega (The Matrix Revolutions), el Arquitecto aparece formado de miles de pequeñas máquinas simulando "su cara" y, al final de la película, vuelve a aparecer dentro de Matrix en su forma "humana", hablando con el Oráculo.

## Función del Arquitecto
El Arquitecto es el creador de Matrix, en otras palabras es el programador del sistema, quien la creó y diseñó. Él controla todo lo que es el entorno simulado que permite a las máquinas mantener con vida a los humanos y usarlos como fuentes de alimentación.
Tal y como le explica a Neo en The Matrix Reloaded, su primera versión de Matrix fue un fracaso, dado que era una utopía, un mundo lleno de felicidad sin problemas ni eventualidades, totalmente opuesto a la naturaleza humana, provocando que miles de los humanos "cultivados" no se adaptasen a ella y murieran. (Esta misma explicación de lo que fue la primera Matrix se le puede ver en The Matrix cuando el Agente Smith está interrogando a Morfeo y en la película animada Animatrix en el corto El segundo renacimiento).
Entonces rediseña Matrix usando como base la historia humana a finales del sigo XX con todos sus pros y contras. Aun así seguía sin ser completamente aceptada por los humanos ya que el punto de vista del Arquitecto era demasiado "perfecta", por lo que delegó la función de hacer Matrix más acorde con la humanidad a un programa en principio diseñado para analizar la psique humana, el Oráculo.
Con este diseño, el 99% de los individuos aceptaba Matrix siempre y cuando, aunque de forma inconsciente, pudieran elegir quedarse o no en el sistema. El único problema que planteaba esta solución es que ese tanto por ciento que elegía no permanecer en Matrix (los habitantes de Zion), aunque fueran una minoría, podrían ocasionar un problema mayor de no ser regulados.
Otro factor, inevitable aunque predecible, es la anomalía que da origen al Elegido, un individuo con poder para modificar Matrix que tiene como misión llegar a La Fuente, donde elegiría a las 23 personas del sistema (16 mujeres y 7 hombres) que reconstruirían y repoblarían Zion. De esta forma se iniciaría un nuevo ciclo y se mantendría a la población humana del "mundo real" bajo control.
Son estos 23 supervivientes los que van recogiendo del sistema de residuos a los individuos "expulsados" de Matrix (que han tomado conciencia de su existencia por su cuenta) o que ellos mismos ayudan a elegir no aceptar al sistema. Tarde o temprano los supervivientes que se conecten a Matrix entrarán en contacto con el alter-ego del Arquitecto, el Oráculo, que directa o indirectamente les guiará para tener consciencia de la existencia de aquel al que llaman "El Elegido", y al igual que en las anteriores ocasiones, se producirá un movimiento de resistencia que desencadenaría en que "El Elegido" busque la forma de salvar Zion a través del previsto encuentro con el Arquitecto que le dará a elegir salvar Sion eligiendo a las 23 personas o no (aunque por las características previstas de la anomalía ya sabe que elegirá), y de comienzo un nuevo ciclo.
El Arquitecto comunica a Neo que, aunque esta ya es la sexta ocasión en la que la anomalía cumple su función de encontrarse con el Arquitecto, hay algo diferente, él no es igual a los otros Elegidos, los demás expresaban sus sentimientos de manera global, abarcando a toda la humanidad, Neo en cambio los centra en Trinity, el Arquitecto, pese a saber o deducir que ello puede suponer la destrucción de su medio de supervivencia, le informa a Neo de que Trinity va a morir, y que en la balanza están por un lado la muerte de la mujer que ama pero la salvación de los 23 individuos que reconstruirían Zion tras su eliminación y por el otro, la muerte igualmente de Trinity y toda la raza humana junto a los humanos conectados al sistema con lo que la raza humana se extinguiría. Aun así Neo elige salvar a Trinity y por tanto no continuar el ciclo con lo que desencadena una serie de eventos ajenos al planteamiento inicial del Arquitecto.